# تتیانا کوزارنکو
تتیانا کوزارنکو (اوکراینی: Тетяна Козиренко؛ زادهٔ ۴ مهٔ ۱۹۹۶) بازیکن فوتبال اهل اوکراین است.
از باشگاه‌هایی که در آن بازی کرده‌است می‌توان به اشاره کرد.
وی همچنین در تیم‌های ملی فوتبال Ukraine women's national under-17 football team, Ukraine women's national under-19 football team، و زنان اوکراین بازی کرده‌است.